# إبراهيم السامرائي
إبراهيم بن أحمد الراشد السامرائي (1923 - 2001) ولد في مدينة العمارة وتوفي في مدينة عمان، عالم لغوي وأديب وشاعر عراقي.

## نبذة
ولد في مدينة العمارة عام 1923 وهي إحدى حواضر جنوب العراق بين بغداد والبصرة وكان أهله قد نزحوا إليها من سامراء التي ينسب إليها، وهو من فخذ البو عبد العزيز من عشيرة البو عباس من السوامرة، تعلم في دار المعلمين الابتدائية في الأعظمية شمال بغداد وتخرج من دار المعلمين العالية ببغداد (1942-1946) وعمل في كلية الملك فيصل إلى أن فاز ببعثة علمية إلى جامعة السوربون بباريس عام 1948 وتنقل بين المعهد الإسلامي ومكتبة اللغات الشرقية والمعهد الكاثوليكي ومعهد اللوفر والمكتبة الوطنية، تحصل على الدكتوراة عام 1956 في تخصص فقه اللغة والنحو المقارن في رسالتين، الكبرى «الجموع في القرآن مقارنة بصيغ الجموع في اللغات السامية» والرسالة الثانوية تحقيق كتاب «المثل السائر» لابن الأثير بإشراف جان كانيتينو وإشراف شكلي لبلاشير.
كان عضوا في المجمع اللغوي بالقاهرة والأردن، وفي المجمع العلمي العربي الهندي، وفي جمعية اللسانيات في باريس.

## أعماله

### مؤلفات
- إبراهيم السامرائي (1961). دراسات في اللغة (ط. الأولى). بغداد: مطبعة العاتي. مؤرشف من الأصل في 2022-08-10.

- إبراهيم السامرائي (1964). الأعلام العربية: دراسة لغوية اجتماعية (ط. الأولى). بغداد: المكتبة الاهلية. مؤرشف من الأصل في 2022-08-10.

- إبراهيم السامرائي (1966). الفعل زمانه و ابنيته (ط. الأولى). بغداد: مطبعة العاتي. مؤرشف من الأصل في 2022-08-10.

- إبراهيم السامرائي (1969). الأب انستاس ماري الكرملي وآراؤه اللغوية (ط. الأولى). القاهرة: معهد البحوث والدراسات العربية.

- إبراهيم السامرائي (1971). نصوص ودراسات عربية وافريقية: في اللغة والتاريخ والأدب (ط. الأولى). بغداد: المؤسسة العامة للصحافة والطباعة. مؤرشف من الأصل في 2022-08-10.

## التحقيقات
- أبو منصور الثعالبي (1967). المتشابه. تحقيق: إبراهيم السامرائي. بغداد: مطبعة الحكومة. مؤرشف من الأصل في 2022-08-10.

- إبراهيم السامرائي (1968). سؤالات نافع بن الأزرق إلى عبد الله بن عباس. بغداد: مطبعة المعارف. مؤرشف من الأصل في 2022-08-10.

- الزمخشري (1968). كتاب الامكنة والمياه والجبال. تحقيق: إبراهيم السامرائي. بغداد: مطبعة السعدون. مؤرشف من الأصل في 2022-08-10.

## مؤلفات عنه
- أحمد العلاونة (2001). إبراهيم السامرائي علامة العربية الكبير والباحث الحجة. دمشق: دار القلم.

- عبد الله يحيى السريحي (2007). إبراهيم السامرائي: الإنسان والكتاب. عمان: المؤسسة العربية للدراسات والنشر.

## روابط خارجية
- إبراهيم السامرائي على موقع أرشيف الشارخ.